# Ernestine de Sayn-Wittgenstein
Ernestine de Sayn-Wittgenstein (Ernestine Salentine, 23 avril 1626 à Hachenburg – 13 octobre 1661), était une noble allemande membre de la Maison de Sponheim, comtesse souveraine de Sayn-Wittgenstein-Sayn-Hachenbourg et par son mariage comtesse de Manderscheid-Blankenheim.
Née à Hachenburg, elle était l'aînée d' Ernest, Comte de Sayn-Wittgenstein-Sayn et Louise-Julienne d'Erbach. Elle a probablement été nommé d'après son père.

## Biographie
Dans son testament, le comte Ernest laisse ses domaines à son fils, Louis, sous la régence de sa mère Louise-Julienne au cours de sa minorité. Dans le cas où il mourrait prématurément, ses deux survivants filles (Ernestine et Jeannette) auraient hérité du comté.
Lorsque le comte Louis mourut quatre ans plus tard (le 16 juillet 1636), la ligne masculine de Sayn-Wittgenstein-Sayn s'éteint. Une violente dispute sur son héritage a éclaté entre la comtesse douairière et les trois demi-frères de son défunt mari (fils du comte Guillaume III et de sa seconde épouse, Anna Ottilie de Nassau-Weilbourg), qui prétendait à la succession de l'ensemble du comté. Après deux mois, l'un d'eux, le comte Louis Albert de Sayn-Wittgenstein-Neumagen, a finalement contraint Louise-Julienne à abandonner le comté à lui et ses frères. Louise-Julienne et ses filles ont fui vers Freusbourg puis à Friedewald, où ils ont trouvé de la sécurité. Louise-Julienne a poursuivi ses beaux-parents devant la Chambre impériale et l'Empereur. Elle a envoyé ses conseillers à Münster et Osnabrück où la Paix de Westphalie de 1648 était en cours de négociation. Les droits d'Ernestine et Jeannette ont été reconnus et le comté leur a été restitué.
A Hachenburg le 21 octobre 1651, Ernestine a épousé le comte Salentin Ernest de Mandersheid-Blankenheim (6 août 1630 – 18 février 1705). Ils ont eu sept enfants:
1. Anne Louise (11 avril 1654 – 23 avril 1692), mariée le 24 octobre 1675 à Maurice-Henri de Nassau-Hadamar.
2. Maximilien Joseph Ferdinand (30 avril 1655 – 1675).
3. Anne Salomé (1656 – 8 décembre 1739).
4. Françoise Éléonore Claire (4 février 1657 – 30 septembre 1714).
5. Christine Madeleine (15 mars 1658 – 9 octobre 1715), mariée à Georges Louis de Kirchberg.
6. Salomé Sophie Ursule (1659 – 29 juin 1678), mariée à Louis Frédéric, comte de Wied-Runkeld.
7. Julienne Marguerite (1660 – 5 février 1674).

Un an plus tard (1652), Louise-Julienne enfin remis le comté de Sayn à ses filles, qui a été divisé en deux parties: Sayn-Wittgenstein-Sayn-Hachenburg (Ernestine) et de Sayn-Wittgenstein-Sayn-Altenkirchen (pour Jeannette, qui était à l'époque la landgravine de Hesse-Braubach).
Sayn-Wittgenstein-Hachenbourg est passé par Maximilien Joseph en 1661, et après sa mort en 1675, à sa plus jeune sœur Christine Madeleine, qui, par mariage en 1715 a passé le comté aux burgraves de Kirchberg jusqu'en 1799, lorsqu'il est passé aux comtes de Nassau-Weilbourg et aux comtes de Sayn-Wittgenstein-Berlebourg , en 1803. Par le biais de la ligne féminine le titre est actuellement détenu par le Grand-Duc de Luxembourg.